# Neuropathie diabétique
Wikipédia ne donne pas d'avis médical : seul un professionnel (médecin, pharmacien, etc.) est habilité à le faire.
 Mise en garde médicale
La neuropathie diabétique est une lésion nerveuse causée par le diabète. Ses symptômes dépendent de la localisation des lésions : avec une neuropathie périphérique entraînant un engourdissement, des picotements ou une faiblesse des membres ; neuropathie autonome entraînant une incontinence urinaire, une gastroparésie ou un dysfonctionnement sexuel ; neuropathie focale comme le canal carpien ou la neuropathie crânienne ; ou neuropathie proximale avec douleurs de hanche ou de cuisse. Les complications peuvent inclure un pied diabétique et une arthropathie neuropathique,.
Cela peut survenir à la suite de tout type de diabète. Les facteurs de risque incluent un diabète mal contrôlé, le surpoids, l'hypertension artérielle, l'hypercholestérolémie, les maladies rénales, l'alcool et le tabagisme. Le mécanisme sous-jacent implique des dommages directs aux nerfs et aux petits vaisseaux sanguins qui les alimentent en raison d’une glycémie élevée,. Le diagnostic peut reposer sur un examen ou des tests électrophysiologiques.
Le traitement peut inclure la gabapentine, la prégabaline, la duloxétine, la venlafaxine ou des salicylates topiques. Les opioïdes et les antidépresseurs tricycliques ne sont généralement pas recommandés. D’autres mesures comprennent une meilleure gestion adéquate du diabète, de la tension artérielle et du cholestérol.
Jusqu'à la moitié des personnes diabétiques souffrent de neuropathie périphérique, plus de 30 % d'une neuropathie autonome et moins de 10 % d'un canal carpien. La forme périphérique de la maladie a été clairement décrite pour la première fois en 1864 par Marchall de Calvi, tandis que la forme autonome a été décrite pour la première fois dans les années 1900.